# Jeff Wayne's Musical Version of The War of the Worlds
Jeff Wayne's Musical Version of The War of the Worlds (ofta bara kallat War of the Worlds) är ett musikaliskt konceptalbum från 1978, baserat på H. G. Wells' bok Världarnas krig.

## Om albumet
Albumet berättar Wells' historia med en blandning av musik och tal. Musiken klassas ofta som progressiv rock med tydliga inslag av disko, och låtarna är långa med många instrumentala partier. Den första singeln som släpptes, The Eve of the War är i princip enbart instrumental, med endast en enda textrad som upprepas ett fåtal gånger mot slutet av låten. Flera av dåtidens riktigt stora sångare spelade huvudrollerna, bland andra Justin Hayward, David Essex, Phil Lynott och Julie Covington. Berättarrösten och huvudrollen innehas av Richard Burton.

## Handling
Berättelsen utspelar sig 1904. Stora gröna lågor ses slå ut från Mars yta, och några dagar senare landar främmande farkoster på jorden. Ur dessa kommer marsmänniskor som styr stora krigsmaskiner. Med strålvapen dödar de urskillningslöst människor och sätter hus i brand. Människorna tycks vara dömda till undergång. Men just när allt verkar förlorat, visar det sig att angriparna inte tål de jordiska bakterierna, och de dör. Jorden är räddad. 
Jeff Wayne valde att göra ett eget tillägg till H. G. Wells berättelse: "Epilogue (Part 2) (NASA)" berättar om jordiska astronauter som just landat på Mars. Helt plötsligt bryts kommunikationen mellan rymdfararna och rymdkontrollen. Samtidigt kan gröna lågor ses slå upp från Mars yta...

## Framgång
Albumet (som är ett dubbelalbum) var väldigt framgångsrikt, med bland annat förstaplaceringar på 11 länders försäljningslistor, och hela 290 veckor på den brittiska listan. Albumet är det 40:e mest sålda i Storbritannien.

## Medverkande

### Röster
- Richard Burton – berättarröst
- David Essex – Artilleryman
- Phil Lynott – Parson Nathaniel
- Julie Covington – Beth
- Justin Hayward – Journalistens sångröst
- Chris Thompson – vocals (The Voice of Humanity: "Thunder Child")

### Musiker
- Ken Freeman – Keyboards
- Chris Spedding – Gitarr
- Jo Partridge – Gitarr och mandolin
- George Fenton – Santur, cittra, tar
- Herbie Flowers – basgitarr
- Barry Morgan – Trummor
- Barry da Souza, Roy Jones, Ray Cooper – Percussion
- Paul Vigrass, Gary Osborne, Billy Lawrie – Bakgrundssång

## Låttitlar
Sida 1
1. "The Eve of the War"  – 9:06
2. "Horsell Common and the Heat Ray"  – 11:36

Sida 2
1. "The Artilleryman and the Fighting Machine"  – 10:36
2. "Forever Autumn"  – 7:43 (Wayne, Vigrass, Osborne)
3. "Thunder Child"  – 6:10 (Wayne, Osborne)

Sida 3
1. "The Red Weed (Part 1)"  – 5:55
2. "Parson Nathaniel"  – 1:45
3. "The Spirit of Man"  – 9:52 (Wayne, Osborne)
4. "The Red Weed (Part 2)"  – 6:51

Sida 4
1. "Brave New World"  – 12:13 (Wayne, Osborne)
2. "Dead London"  – 8:37
3. "Epilogue (Part 1)"  – 2:42
4. "Epilogue (Part 2) (NASA)" – 2:02